# Xiphophorus couchianus
Xiphophorus couchianus es una especie de pez de la familia de los pecílidos en el orden de los ciprinodontiformes.

## Morfología
Los machos pueden alcanzar los 4 cm de longitud total y las hembras los 6 cm.

## Distribución geográfica
Es originario de América: México.
Según el IUCN su estado de conservación es el de especie extinta en estado silvestre.